# Бардж, Иан
Иан Бардж (англ. Ian Bargh; род. 8 января 1935, Престуик, Шотландия — 2 января 2012, Онтарио, Канада) — британско-канадский джазовый пианист, шотландского происхождения.

## Биография
Родился в Престуике, Шотландия. В возрасте 17 лет зарекомендовал себя как классический пианист. В 1957, когда Барджу исполнилось 22 года, эмигрировал в Торонто. В возрасте 76 лет, не дожив 6 дней до своего семьдесят седьмого дня рождения, скончался от рака лёгких в Торонто.

## Музыкальная карьера
Иан Бардж быстро зарекомендовал себя как выдающийся пианист и концертмейстер  концертирующий в Торонто, в таких престижных заведениях, как George's Spaghetti House. В течение 1960-х и 1970-х годов работал с такими джазовыми исполнителями как: Бадди Тейт, Бак Клейтон, Бобби Хакетт, Вик Дикенсон, Эдди Винсон и др.
В этот период он также гастролировал на джазовых фестивалях по всему миру. Он также был представлен на Бернском международном джазовом фестивале  на котором выступали такие пианисты, как Чик Кориа, Каунт Бэйси и Дейв Брубек.

## Дискография
Only Trust Your Heart (Sackville, 2000)

### Аккомпанемент
- At the Bern Jazz Festival — Doc Cheatham (Sackville, 1994)
- Echoes of Swing — Jim Galloway (Cornerstone, 2003)
- Diano Who? — Diana Drew (Jocosity Inc., 2003)